# 空心箭竹
空心箭竹（学名：Fargesia edulis）为禾本科箭竹属下的一个种。

## 扩展阅读
- 維基物種上的相關：空心箭竹